# Abstème

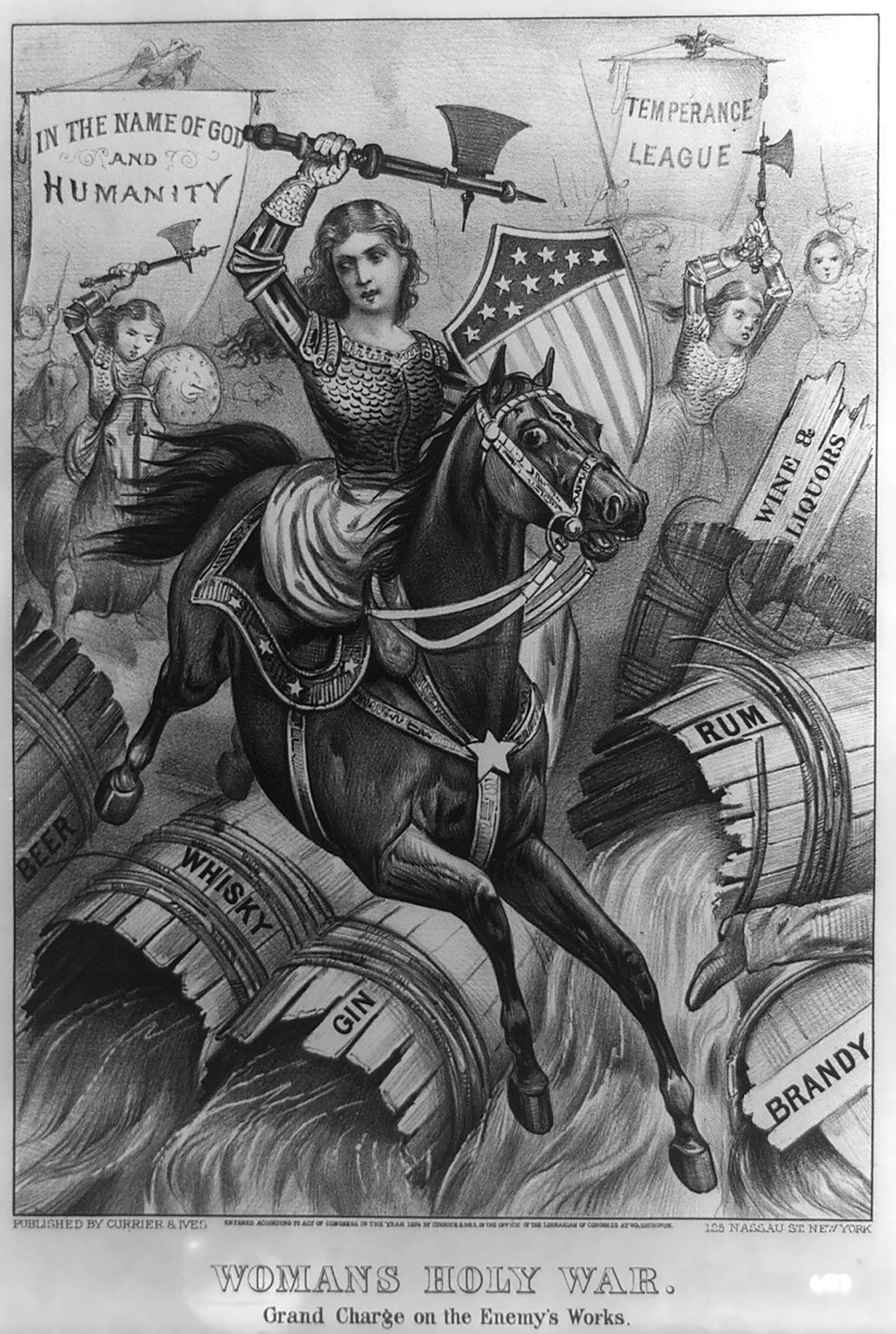
Allégorie d'une ligue de tempérance.

Un ou une abstème est une personne qui, pour une raison ou une autre, ne consomme aucune boisson alcoolisée et pas d’alcool de manière générale. Le mot vient du latin abstemius (« qui s'abstient de vin », « sobre »).

## Description
Les abstèmes sont nombreux, notamment du fait de religions telles que l'islam, l'orthodoxie (lors de jeûnes), ou bien par accord avec un idéal de pureté lié à d'autres religions (bouddhisme, jaïnisme, sikhisme, etc.) voire un simple choix de vie (vouloir éviter des produits pouvant être classés comme nocifs) pour des personnes agnostiques, athées ou par choix éthique ou politique (tempérance).
L'abstème peut aussi simplement rejeter l'alcool par dégoût gustatif ou psychologique (notamment par ancien alcoolisme, personnel ou de ses proches), ou pour des raisons médicales (incompatibilité avec certains médicaments, intolérance aux sulfites), etc.
L'abstémophobie est la crainte et le rejet des abstèmes et de l'abstinence de consommation d'alcool. Les abstémophobes le sont pour raison culturelle, identitaire, à cause de la pression sociale etc.